# Janelle Monáe
Janelle Monáe Robinson (født 1. december 1985) er en amerikansk sanger, sangskriver, skuespiller og producer. I løbet af sin karriere har Monáe modtaget otte Grammy Award-nomineringer, modtaget en MTV Video Music Award og vundet ASCAP Vanguard Award i 2010. Hun blev også hædret med "Rising Star Award" i 2015, og med "Trailblazer of the Year" i 2018 ved Billboard Women in Music. 
Hun har kontrakt med sit eget selskab, Wondaland Arts Society, og Atlantic Records. 
Efter sit første uofficielle album, Audition, debuterede hun offentligt med en konceptuel EP med titlen Metropol: Suite I (The Chase), der toppede som nummer 115 på Billboard 200 i USA.
I 2010 udgav Monáe udgav sit anmelderroste første fuld-længde album, The ArchAndroid, et koncept album som efterfølger til hendes første EP. Det blev udgivet af Bad Boy Records og nåede en 17. plads på Billboard 200. Monáe var med som gæstesanger på nummeret "We Are Young" af fun., der opnåede en førsteplads på Billboard Hot 100, hendes første optræden på hitlisten. I august 2012 blev Monáe blev CoverGirl-talskvinde. Hendes andet album, The Electric Lady, blev udgivet i september 2013, til stor ros fra anmelderne. 
I 2016 fik Monáe sin filmdebut i filmen Hidden Figures, hvor hun spillede NASA-matematiker og rumfartsingeniøren Maria Jackson. Senere medvirkede hun i Moonlight, der vandt en Oscar for bedste film.
Monáes tredje studiealbum, Dirty Computer, blev udgivet den den 27. april 2018, efterfulgt af singlerne "Django Jane", "Make Me Feel", "I Like That", og "Pynk". I december 2018 modtog albummet en Grammy-nominering for Årets Album.

## Tidlige liv
Monáe blev født i Kansas City, Kansas og voksede op i byens arbejdsklasse-område Quindaro. Hun er datter af en pedel, Janet, og en lastbilchauffør, Michael Robinson Somre. Hun drømte om at blive sanger og performer fra en meget ung alder og har nævnt den fiktive karakter Dorothy Gale fra The Wizard of Oz som en musikalsk indflydelse.
Hun flyttede til New York for at studere drama på American Musical and Dramatic Academy og kom på en "performing arts"-lejr kaldet Freedom Theatre, det ældste Afroamerikanske teater i Philadelphia, Pennsylvania. Efter at være flyttet til Atlanta, Georgia, i 2001 mødte hun OutKasts Big Boi og grundlagde derefter Wondaland Arts Samfund med ligesindede unge kunstnere. Hun udgav sin første EP Audition i 2003. Efter sigende blev der kun udgivet 400 fysiske eksemplarer af den, og her så man hendes vokale evner. Pladen henviser til filmen Metropolis, et koncept, hun også skulle anvende i fremtidige udgivelser.
Monáe var senere med på OutKasts album Idlewild, hvor hun er med på sangene "Call the Law" og "In Your Dreams". Big Boi fortalte sin ven Sean Combs om Monáe, som Combs på det tidspunkt endnu ikke havde hørt om. Combs besøgte snart Monáes MySpace-side, og ifølge et HitQuarters-interview med Bad Boy Records' A&R-person Daniel 'Skid' Mitchell, elskede Combs det lige med det samme: "[Han] elskede hendes udseende, elskede at man ikke kunne se hendes krop, elskede den måde hun dansede på og bare elskede viben. Han følte, at hun havde noget, der var anderledes – noget nyt og frisk." Monáe skrev kontrakt med Bad Boy i 2006. Pladeselskabets primære rolle var at facilitere hende i en bredere forstand, snarere end at udvikle kunstneren og hendes musik, fordi hun med Mitchells ord, "...allerede [var] på vej, hun havde allerede sine indspilninger – hun var i selvstændig bevægelse." Combs og Big Boi ønskede at tage sig tid og opbygge hendes profil naturligt for at give musikken mulighed for at vokse, snarere end lægge "en hot single ud, som alle hopper på, og så forsvinder de igen, fordi det er bare noget midlertidigt".

## Karriere

### 2007-2011: Begyndelsen ogThe ArchAndroid
I 2007 udsendte Monáe sit første soloarbejde med titlen Metropolis. Det var oprindeligt udtænkt som et konceptalbum i fire dele eller "suiter", som skulle udsendes via hendes webside og mp3-download-sider. Efter udsendelsen af første del, Metropolis: Suite I (The Chase) i sommeren 2007, blev denne plan ændret, da hun skrev kontrakt med Sean Combs selskab Bad Boy Records senere samme år. Selskabet sørgede for en officiel udsendelse i fysisk form af første suite i august 2008 under titlen Metropolis: The Chase Suite (Special Edition); denne udgave indeholdt to nye numre. Ep'en blev rost af kritikerne og indbragte Monáe en Grammy-nominering for bedste urban/alternative præstation for singlen "Many Moons", ligesom hun kom med på flere festivaler og spillede opvarmning for indiepopbandet of Montreal. Hun spillede ligelede opvarmning for No Doubt på deres 2009-sommerturné. Hendes single "Open Happiness" blev fremført i sæsonfinale af American Idol 2009. Monáe fortalte MTV om konceptet for sit nye album og fortalte også om sit alter-ego med navnet Cindi Mayweather. Hun sagde:

Cindi er en android, og jeg elsker at tale om androiden, fordi de er de nye "anderledes". Folk er bange for dem, der er anderledes, og jeg tror, at vi kommer til at leve i en verden med androider på grund af teknologien, og hvordan den udvikler sig. På det første album flygtede hun, fordi hun var blevet forelsket i et menneske, og hun blev demonteret af den grund.

I et interview i november 2009 afslørede Monáe titlen og konceptet bag sit album, The ArchAndroid. Albummet blev udsendt 18. maj 2010. Anden og tredje suite af Metropolis er blevet samlet til denne fuldlængde-udgivelse, hvorpå Monáes alter-ego, Cindi Mayweather – som også var hovedpersonen på Metropolis: The Chase Suite – bliver en messias-agtig figur for androidesamfundet i Metropolis. Monáe bemærkede, at hun planlagde at lave en video for hver sang på The ArchAndroid og skabe en film, en grafisk roman samt en Broadway-musical baseret på albummet. Metropolis-konceptserien er inspireret fra række værker inden for musical, film og lignende, lige fra Alfred Hitchcock over Claude Debussy til Philip K. Dick. Serien baserer sig dog særligt på Fritz Langs stumfilm fra 1927 Metropolis, som Monáe har benævnt som "alle science-fictionfilms moder". Udover at dele navn deler de to værker også visuelt udtryk (for eksempel er coveret fra The ArchAndroid inspireret af den ikoniske plakat for Metropolis), temaer og politiske hensigter i brugen af ekspressionistiske fremtidsscenarier til at undersøge og udforske samtidens ideer om fordomme og klasser. Begge har endvidere en kvindelig androide som hovedperson, dog med meget forskellige resultater. Hvor filmens androide, Maria, er en ond messias-agtig figur, der skaber ødelæggelse hos byens skarpt afsondrede arbejdende klasse, repræsenterer Monáes messias-agtige android-muse Cindi Mayweather en fortolkning af androider som den afsondrede minoritet, som Monáe beskriver som "... det anderledes. Og jeg føler mig som vi alle har gjort, uanset om vi hører til flertallet eller mindretallet, som anderledes på et eller andet tidspunkt."
Monáe modtog Vanguard-prisen fra American Society of Composers, Authors and Publishers ved Rhythm & Soul Music Awards i 2010. Monáe gav en coverversion af Charlie Chaplins "Smile" på Billboard.com i juni 2010. I et interview med NPR i september 2010 udtalte Monáe, at hun tror på og går ind for tidsrejser. Monáe spillede "Tightrope" i anden eliminationsepisode af 11. sæson af  Dancing with the Stars 28. september 2010. Monáe optrådte på  Grammy Awards i 2011 sammen med Bruno Mars og B.o.B; Monáe spillede først synth-delen af B.o.B's sang "Nothin' on You", og bagefter gav hun sin egen "Cold War" med B.o.B på guitar og Mars på trommer. Deres optræden indbragte stående ovation.
Hendes single "Tightrope" var med i American Idols LIVE! Tour 2011, hvor den blev spillet af Pia Toscano, Haley Reinhart, Naima Adedapo og Thia Megia. Monáe med på fun.'s hitsingle, "We Are Young", og hun gav også en akustisk version af sangen sammen med forsanger Nate Ruess og resten af orkesteret.

### 2012-2014:The Electric Ladyog andre projekter
Monáe optrådte også på "Do My Thing" til Estelles studiealbum, All of Me. I juni 2012 spillede Monáe to nye sange, "Electric Lady" og "Dorothy Dandridge Eyes", fra hendes kommende studiealbum, The Electric Lady på Toronto Jazz Festival. I juli samme år optrådte hun for andet år i træk på North Sea Jazz-festivalen i Holland samt på Montreux Jazz Festival i Schweiz den 14. juli.
I august 2012 blev Monáe valgt som CoverGirls nye frontperson. I september 2012 spillede hun på CarolinaFest som støtte for præsident Obama kort inden det demokratiske partis konvent i Charlotte, North Carolina. In oktober 2012 medvirkede hun i en reklame for Sonos Wireless HiFi hjemmmelydsystem, og hun var med i en reklame for Sonos i 2012 sammen med Deep Cotton. Boston Citys byråd udnævnte 16. oktober 2013 som "Janelle Monáe-dag" i Boston, Massachusetts, i anerkendelse af hendes fremtrædende kunstneriske og sociale betydning.
Monáes første single fra The Electric Lady, "Q.U.E.E.N.", med Erykah Badu, fik premiere på SoundCloud og kunne købes til download på iTunes Store 23. april 2013. "Q.U.E.E.N." opnåede 31.000 digitale salg ifølge Nielsen Soundscan samt fire millioner visninger af den tilhørende musikvideo på YouTube inden for en uge efter dens udgivelse. I et interview i 2013 med fuse udtalte Monáe, at "Q.U.E.E.N." var inspireret af samtaler, hun havde havde med Erykah Badu om behandlingen af marginaliserede mennesker, især afroamerikanske kvinder, og titlen er et akronym "for dem der er marginaliseret"; Q står for det homoseksuelle (queer) miljø, U for de "urørlige", det første E for "emigranters", det andet for udstødte ("excommunicated"), og  N står for "negroid". Tematisk fortsætter The Electric Lady de utopiske cyborg-koncept fra forgængerne, men her i et mere åbenhjertigt, introspektivt territorie foruden eksperimenter med genrer ud over normal funk og soul såsom jazz ("Dorothy Dandridge Eyes"), pop-punk ("Dance Apocalyptic"), gospel ("Victory") and svævende, sensuel vokalballade ("PrimeTime", med Miguel). Albummet indeholder gæsteoptrædener fra Prince, Solange Knowles, førstnævnte Miguel og Esperanza Spalding, og hjælp til produktionen af en tidligere samarbejdspartner, Deep Cotton (psyledelisl punk-navn) og Roman GianArthur (soulsangskriver). Albummet udkom til kritikerros 10. september 2013.
14. september 2013 optrådte Monáe sammen med Chic at the iTunes Festival i London. 28. september spilled hun på Global Citizens Festival i Central Park i et program, der også omfattede Stevie Wonder. Monáe optrådte som dem musikalske gæst på Saturday Night Live 26. oktober hos værten Edward Norton.
Hun lægger stemme til dyrlægen dr. Monáe i filmen Rio 2, der havde premiere i USA 11. april 2014, og hendes sang "What Is Love" var med på filmens soundtrack. I april 2014 var Monáe inviteret til at optræde med Tessanne Chin, Patti LaBelle, Aretha Franklin, Jill Scott, Ariana Grande og Melissa Etheridge i Det Hvide Hus som et led i deres PBS-udsendelse "Women of Soul", hvori amerikanske kvindelige kunstnere, som havde efterladt et uudsletteligt og dybt indtryk på den amerikanske nationale musikalske kultur, blev hædret.. Hun sang "Goldfinger", "Tightrope" og sang sammen med de øvrige sangen "Proud Mary".
14. april 2014 modtog Monáe som den første Harvard College Women's Centers pris for præstationer inden for kunst og medier for sit kunstneriske virke, som fortaler og feminist. Tidligere samme dag skrev hun på Twitter: "På vej til #Harvard for at møde skønne kvinder i Women's Center. Kan ikke fatte, at jeg skal hædre is dag. Simpelt hen taknemmelig". Hun blev desuden valgt som Årets kvinde 2014 af Harvard College Black Men's Forum på deres gallaarrangement til fejring af sorte kvinder.
I sommeren 2014 blev Monáe interviewet af Fuse, hvor hun talte om en mulig efterfølger til The Electric Lady. "Jeg er i gang med et nyt spændende projekt kaldet 'Eephus'", sagde hun. "Det er et stort koncept, og man vil ikke opdage, når det kommer. Det vil bare være der." Senere samme år medvirkede Monáe på Sérgio Mendes' album, Magic. Her synger hun på nummeret "Visions of You".

### 2015–2017: Ny kontrakt med Epic Records,The Eephus,MoonlightogHidden Figures
I februar 2015 annoncerede Monáe sammen med Epic Records og firmaets administrerende direktør og formand L.A. Reid at Monáes uafhængige pladeselskab, Wondaland Arts Society, havde skrevet et "skelsættende joint venture-partnerskab" for at forny pladeselskabet, der nu blev kendt som Wondaland Records, og for at promovere de kunstnere, som havde kontrakt med selskabet. Jem Aswad fra Billboard kaldte Monáe en "mini-mogul" som følge af aftalen, og afslørede at "partnerskabet ville starte i maj med en opsamlings-EP kaldet The Eephus med fem sange, inklusive numre fra rapper Jidenna [...], Roman, St. Beauty, Deep Cotton og Monáe herself." Med denne aftale blev Monáe en af de få sorte kvinder, der drev sit uafhængige pladeselskab sammen med et stort pladeselskab.
I marts 2015 udgav Monáe singlen "Yoga" fra albummet The Eephus. Albummet debuterede som nummer 22 på Billboard 200 og som nummer 5 på top R&B/Hip-Hop Albums med et slag på 47.000 enheder.
I midten af 2015 medvirkede Monáe i forskellige modebegivenheder, heriblandtLondon Fashion Week og Met Gala. Hun begyndte at samarbejde med Nile Rodgers om et nyt Chic-album og Duran Duran om albummet Paper Gods, der var gruppens første album i over fem år, og deres single ved navn "Pressure Off".
Den 14. august 2015 optrådte Monáe sammen med flere fra hendes Atlanta-baserede Wondaland Arts Society med protestsangen "Hell You Talmbout", der skulle øge opmærksomheden om, at de mange sorte liv, der bliver taget som resultat af politivold, med tekster som "Walter Scott, say his name. Jermaine Reid, say his name. Philip White, say his name...Eric Garner, say his name. Trayvon Martin, say his name…. Sandra Bland, say her name. Sharondra Singleton, say her name." Hun holdt også en tale om politivold efter hendes optræden på NBC's Today Show, "Yes Lord! God bless America! God bless all the lost lives to police brutality. We want white America to know that we stand tall today. We want black America to know we stand tall today. We will not be silenced…"
Den 15. marts 2016 proklamerede førstedamen Michelle Obama, at hun havde samlet en gruppe kunstnere til et musiknummer med vokal af Monáe, Kelly Clarkson, Zendaya og Missy Elliott, og som producere var pop-sangskriveren Diane Warren og Elliott. Sangen havde titlen "This Is for My Girls". Nummeret blev udelukkende udgivet via iTunes, og den faldt sammen med Obamas tale ved Texan SXSW for at fremme førstedamens uddannelsesinitiativ i den tredje verden kaldet Let Girls Learn.
I oktober 2016 fik Monáe sin debut på det store lærred med den kritikerroste film Moonlight, sammen med Naomie Harris, André Holland og Mahershala Ali. Monáe medvirkede også i filmen Hidden Figures, sammen med skuespillerne Taraji P. Henson og Octavia Spencer; filmen havde præmiere i december 2016.

### 2017–nu:Dirty Computerog yderligere skuespilskarriere
Mens hun filmede to skuespilsroller fortsatte Monáe sin musikkarriere, og indspillede med Grimes' på nummeret "Venus Fly" fra hendes album Art Angels og på soundtracket til Netflix-serien The Get Down med sangtitlen "Hum Along and Dance (Gotta Get Down)". Hun hendes sange "Isn't This the World" og "Jalapeño" var også med på soundtracket til Hidden Figures.
I et interivew med People afslørede Monáe at hun allerede arbejdede på sit tredje studiealbum, da hun modtog manuskriptet til sine to første filmroller, hvilket gjorde, at hun satte sit albumprojekt på pause. Hun afslørede også, at hun ville udgive ny musik i løbet af 2017, selvom hun ved udgangen af året hverken havde annonceret et nyt album eller en single. Den 16. februar 2018 offentliggjorde hun at hendes tredje album kom til at hedde Dirty Computer, hvilket foregik med en video-teaser udgivet på YouTube. Albummet ville blive akkompagneret af et fortællende filmprojekt, og teaser-videoen blev vist over hele landet før filmen Black Panther. Monáe afholdt også "hophemmelige" lytte-serssioner i Los Angeles og New York for at støtte albummet. Den 22. februar 2018 udgav Monáe de to sange "Make Me Feel" og "Django Jane" som de første singler fra Dirty Computer. Begge havde en tilhørende musikvideo, og hun annoncerede, at albummet ville udkomme 27. april 2018. Efter "Make Me Feel" blev udgivet bekræftede Monáe at Prince, som hun tidligere havde samarbejdet med, havde hjulpet hende med albummet. I et interview på BBC Radio 1 sagde hun: "Prince arbejdede faktisk på albummet med mig inden skiftede over til en anden frekvens, og han hjalp mig med at finde på nogle af lydene. Og jeg savner ham virkelig meget, du ved, det er hårdt for mig at tale om ham. Men jeg savner ham, og hans sjæl vil aldrig forlade mig."
Det blev annonceret i maj 2017 at Monáe ville optræde i en antologi-serie baseret på Philip K. Dicks værk ved navn Philip K. Dick's Electric Dreams, som fik præmiere på Channel 4 i Storbritannien og på Amazon Video i USA. Monáe optrådte også i en episode af "Autofac". Det blev også annonceret at Monáe havde sikret sig sin første rolle i en spillefilm, Welcome to Marwen, skrevet af Robert Zemeckis sammen med Steve Carell og Leslie Mann.
Den 27. april 2018 udgav Monáe en sci-fi ledsagerfilm ("emotion picture") til sit nyt album Dirty Computer. Albummet debuterede som nummer seks på Billboard 200 med et salgstal på 54.000 den første uge, og det nåede i top 10 på hitlisterne i Canada, Storbritannien og Irland. Hun bidrog også til soundtracket til den sorte komedie Sorry to Bother You i et samarbejde med The Coup. Den 15. november blev det annonceret, at Monáe ville modtage Trailblazer of the Year award ved 2018 Billboard Women in Music, som blev afholdt 6. december samme år.

## Personlig stil
Monáes signaturstil er hendes smokinger. Hun har udtalt, at "Jeg bader i dem, jeg svømmer i dem, og jeg kunne blive begravet i dem. En smoking er en standarduniform, den er så klassisk og det er en livsstil jeg holder af. Smokingen holder mig i balance. Jeg ser mig selv som et kanvas. Jeg har ikke lyst til at dække mig i for mange farver ellers bliver jeg helt skør. Det er et eksperiment, som jeg laver. Jeg tror, at jeg gerne vil i Guinness Rekordbog." Monáes signaturlook giver genlyd tilbage til dandyisme. Hun citerer Grace Jones og Josephine Baker som rollemodeller, og tager 1700-tallets klassisk look i klassiske hvide og sorte mønstre. Monáes signaturlook kan også tilskrives hendes tidlige karriere, hvor hun var ansat som stuepige, hvilket hun afslørede i 2012 under Black Girls Rock!, da hun holdt en takketale efter at have modtaget prisen "Young, Gifted & Black". Monáe er kendt for at have udbredt sine Ten Droid Commandments (Ti androiode-bud), som opfordrer hendes fans til at være individer. The Telegraph kommenterede også det offentlige billede af hende som, "hun sidder i et gråt, lufttomt kontor på et pladeselskab, og denne lyse, stive unge kvinde har leveret sin tale i langsomme, overlagte toner, fuldstændigt udtryksløst. Hun er iklædt sine sit varemærke i form af en stivet skjorte og smoking, håret ulasteligt sat op, og Monáes ansigt er en gennemsigtig maske af perfektion: alt er silkeblødt, knap-næse og glasbrune øjne." Hun har beskrevet sine smokinger som værende en uniform til hendes karriere.  Hun var også nævnt i "Style 100" i tidsskriftet InStyle.

## Privatliv
I et interview fra 2011 med London Evening Standard udtalte Monáe, at hun "udelukkende datede androider", hvilket var en reference til hendes musikalske alter ego, der findes i mange af hendes sange. Hun sagde også, at "Jeg taler om androider, fordi jeg mener, at androider repræsenterer de nye 'Andre'. Du kan sammenligne det med at være lesbisk eller være bøsse eller at være en sort kvinde... Det jeg ønsker er, at folk, som føler sig undertrykt eller føler sig som de 'Andre', kan føle noget for min musik, 'Hun repræsenterer hvem jeg er.'" Hun tilføjede, at hun ville tale om sin egen seksualitet "når tiden var til det".  I 2013 udtalte Monáe at hun ønskede at både mænd og kvinder "stadig var tiltrukket af [hende]", og hun udtrykte støtte til LGBT-samfundet.
I april 2018 udtalte Monáe i et interview med Rolling Stone, "At være queer sort kvinde i USA — én som har et forhold til både mænd og kvinder — betragter jeg mig selv som være fri motherfucker." Hun sagde at hun identificerede sig både som biseksuel og panseksuel.

## Filmografi

### Film
| År   | Titel              | Rolle                 | Noter |
| ---- | ------------------ | --------------------- | ----- |
| 2016 | Hidden Figures     |                       |       |
| 2014 | Rio 2              | Dr. Monae (stemme)    | Cameo |
| 2016 | Moonlight          | Teresa                |       |
| 2016 | Hidden Figures     | Mary Jackson          |       |
| 2018 | Welcome to Marwen  | Julie                 |       |
| 2019 | UglyDolls          | Mandy (stemme)        |       |
| 2019 | Lady and the Tramp | Peg (stemme)          |       |
| 2019 | Harriet            |                       |       |
| 2020 | The Glorias        | Dorothy Pitman Hughes |       |
| 2020 | Antebellum         | Veronica Henley/Eden  |       |

### Tv
| År   | Titel                                   | Rolle      | Noter                                      |
| ---- | --------------------------------------- | ---------- | ------------------------------------------ |
| 2009 | Stargate Universe                       | Sig selv   | Episode: "Earth" Optrådte med "Many Moons" |
| 2010 | Dancing with the Stars                  | Sig selv   | Optrådte med "Tightrope"                   |
| 2013 | American Dad!                           | Speaker    | Stemme Episode: "The Boring Identity"      |
| 2013 | Saturday Night Live                     | Sig selv   | Episode: "Edward Norton/Janelle Monáe"     |
| 2014 | Optræden i det hvide hus: Women of Soul | Sig selv   | Optrådte med "Goldfinger" og "Tightrope"   |
| 2017 | Philip K. Dick's Electric Dreams        | Alice      | Episode: "Autofac"                         |
| 2018 | Dirty Computer                          | Jane 57821 | kortfilm                                   |

## Diskografi
- Metropolis: Suite I (The Chase) (EP) (2007)
- The ArchAndroid (2010)
- The Electric Lady (2013)
- Dirty Computer (2018)

## Turnéer
| - Metropolis Tour (2008) - The ArchAndroid Tour (2010) - Hooligans in Wondaland (med Bruno Mars) (2011) - Campus Consciousness Tour (med fun.) (2011) - Summer Soul Festival (med Amy Winehouse og Mayer Hawthorne) (2011) - The Electric Lady Tour (2013) - The Golden Electric Tour (med Kimbra) (2014) - Dirty Computer Tour (2018) | - No Doubt Summer Tour (2009) - Out My Mind, Just in Time World Tour (2010) - California Dreams Tour (2011) - I'm with You World Tour (2012) |